# Snowys jul
Snowys jul er en animationsfilm fra 2004 instrueret af Gustav Kvaal.

## Handling
Der er to dage til juleaften. Efter at have mistet både sin mor og sit hjem er en lille hundehvalp helt alene i en sneklædt verden. Heldigvis finder to børn den forfrosne hvalp, og de forsøger ivrigt at finde et trygt og godt hjem til Snowy, inden det bliver jul. "Snowys jul" er en klassisk animationsfilm om universelle temaer som sorg og savn, forventning og glæde.